# Plesioneuron sandsii
Plesioneuron sandsii är en kärrbräkenväxtart som beskrevs av Holtt. Plesioneuron sandsii ingår i släktet Plesioneuron och familjen Thelypteridaceae. Inga underarter finns listade.